# Deadline (Nederlandse televisieserie)
Deadline is een Nederlandse televisieserie die van januari tot april 2008 en van januari tot mei 2010 door de VARA werd uitgezonden op Nederland 1. De serie gaat over een geheim Nederlands antiterreurteam, dat een haast onzichtbare strijd voert tegen de dreiging van terroristische aanslagen. Het eerste seizoen bestaat uit twaalf afleveringen.
Al na de uitzending van de eerste aflevering werd bekend dat de VRT de serie had gekocht voor uitzending op de Vlaamse televisie. Het eerste seizoen werd in Vlaanderen vanaf september 2008 uitgezonden.
Een gelijknamige televisieserie die begin jaren tachtig werd uitgezonden (over een krantenbedrijf) heeft overigens niets met deze nieuwe serie van doen.

## Het verhaal
In Deadline draait het om een speciaal opgericht antiterreurteam dat onder hoge tijdsdruk bijzondere, hoogst delicate en geheime opdrachten moet uitvoeren. Zo krijgt het team onder meer te maken met een gijzeling, een bomaanslag, een wraakactie en een spionageaffaire. De zaken die moeten worden opgelost vragen om uitzonderlijk opereren op en over de rand van de wet. Terwijl allerlei onderhuids gistende emoties in bedwang moeten worden gehouden, ziet het veelzijdige en veelkleurige team zich telkens weer gesteld voor persoonlijke, politieke en praktische dilemma’s.

## Hoofdpersonages
| Acteur                 | Personage | Periode     | Afleveringen |
| ---------------------- | --- | ----------- | ------------ |
| Alwien Tulner          | Heleen Woudstra | 2008 & 2010 | 24           |
|                        | Operationeel leider van het anti-terreurteam. Ze heeft ervaring als pelotoncommandant in Afghanistan en is een geoefend scherpschutter.                                                                                                |             |              |
| Leon Voorberg          | Matthias Maat | 2008 & 2010 | 24           |
|                        | Hoofd van het anti-terreurteam. Als dekmantel gebruikt hij de functie van adviseur voor de minister van veiligheid. |             |              |
| Derek de Lint          | Rogier Lankhorst | 2008 & 2010 | 22           |
|                        | Voormalig diplomaat; gebruikt als geheim agent nog steeds de dekmantel van de diplomatie. Hij is één oog kwijtgeraakt en in plaats daarvan heeft hij nu een glazen oog dat speciaal is uitgerust met een minicamera, genaamd de spEye. |             |              |
| Bert Geurkink          | Gerben Koudijs | 2008 & 2010 | 24           |
|                        | Voormalig Stasi- en BVD-agent. Daarvan heeft hij nog oude contacten en ervaring met harde verhoortechnieken. |             |              |
| Steve Hooi             | Edwin Daal | 2008 & 2010 | 24           |
|                        | Bedrijfsleider van de Fitt, het fitnesscentrum dat als façade dient voor het hoofdkwartier van het deadlineteam. |             |              |
| Vivienne van den Assem | Sonja Zelenko | 2008 & 2010 | 24           |
|                        | Een jonge computerspecialiste. |             |              |
| Betty Schuurman        | Tamara Zorgvlied | 2008 & 2010 | 23           |
|                        | Minister van Veiligheid die het anti-terreurteam opricht uit ontevredenheid over de bestaande diensten. |             |              |
| Nasrdin Dchar          | Mimoun el Khadir | 2008 & 2010 | 24           |
|                        | Computerspecialist van Marokkaanse afkomst die in de tweede aflevering gerekruteerd wordt nadat hij zelf eerst een verdachte was. Hij wordt ook gebruikt om te infiltreren bij moslimterroristen.                                      |             |              |
| Joyce Chamaoun         | Dahlia Perlman | 2008 & 2010 | 18           |
|                        | Israëlische tolk die voor de Mossad blijkt te werken. |             |              |
| Monic Hendrickx        | Liesbeth Donker | 2010        | 10           |
|                        | Hoofd van de AIVD. Zij probeert een gebeurtenis die in Afghanistan heeft plaatsgevonden te verbergen voor het geheime team. Aan het eind van seizoen twee pleegt ze zelfmoord.                                                         |             |              |

## Seizoen 1
Het eerste seizoen werd van 19 januari tot en met 5 april 2008 door de VARA uitgezonden. September 2008 werd het ook op Eén van VRT uitgezonden.
| Afl. | Titel         | Uitzenddatum NL  | Samenvatting | Kijkcijfers NL    |
| ---- | ------------- | ---------------- | --- | ----------------- |
| 1    | 08.00 AM      | 19 januari 2008  | Vlak voor Maats ogen wordt het treinstation van Amsterdam gebombardeerd, waarbij zijn stiekeme vriendin omkomt. De dader blijkt nog meer aanslagen te plannen. | 1.629.000 kijkers |
| 2    | Ooggetuige    | 26 januari 2008  | Rogier is aanwezig op een verzoeningsbijeenkomst op de Israëlische ambassade als er een gijzeling plaatsvindt. De Palestijnse terroristen sluiten hem en tolk Dahlia op in de kelder. Later blijken deze terroristen niet Palestijns, maar Israëlisch te zijn. De man die het treinstation bombardeerde is een Nederlander, vermomd als Marokkaan. | 1.053.000 kijkers |
| 3    | Code Groen    | 2 februari 2008  | Twee dierenrechtenactivisten zijn van plan om via een vleesfabriek de ziekte van Creutzfeldt-Jakob te verspreiden. Een van hen blijkt de dochter van Gerben. Rogier ontmoet Dahlia weer. | 1.099.000 kijkers |
| 4    | Liquidator    | 9 februari 2008  | Een Russische geleerde wordt ontvoerd en naast een vuile bom vastgebonden. De dader eist van de Nederlandse regering het opvallend lage bedrag van 1 miljoen. Mimoun infiltreert ondertussen bij een groep jonge moslimterroristen. | 886.000 kijkers   |
| 5    | Koopavond     | 16 februari 2008 | Mimoun raakt in de problemen als de Moslimbroeders tot gewelddadige acties overgaan. Een van hun doelwitten blijkt Heleen te zijn. | 888.000 kijkers   |
| 6    | Bladgoud      | 23 februari 2008 | De Gouden Koets wordt gebugd, waarmee een gesprek wordt opgenomen waaruit blijkt dat de koningin de premier dwong om een deel van de Troonrede te wijzigen. Het team moet voorkomen dat dit uitlekt naar de media. Rogier vraagt Dahlia ten huwelijk. Maat ontdekt een connectie tussen Joep en Rogiers extreemrechtse vader.                      | 833.000 kijkers   |
| 7    | Kamelenpokken | 1 maart 2008     | Het team ontdekt een plan om speciale kamelenpokken, waar Arabieren immuun voor zijn, in Israël los te laten. Ook de Mossad wil dit voorkomen, maar zij zetten grovere middelen in. | 785.000 kijkers   |
| 8    | Big Sister    | 8 maart 2008     | Bij een aanslag op het ministerie komen Maat en Zorgvlied vast te zitten in de lift. Het team moet de crisis oplossen zonder dat hun hoofdkwartier ontdekt wordt. Rogiers vader verschijnt op het huwelijk van Rogier en Dahlia. | 687.000 kijkers   |
| 9    | De Verlosser  | 15 maart 2008    | Het team moet een aanslag van de CIA op een Latijns-Amerikaanse president voorkomen. Maat is echter geobsedeerd door zijn jacht op de Bloedvlag, maar ontdekt dat zij soortgelijke plannen hebben. | 836.000 kijkers   |
| 10   | Littekens     | 22 maart 2008    | De Moslimbroeders vallen Heleen opnieuw aan, dus zet het team een list op om Heleens dood in scène te zetten. De reden voor deze aanslagen wordt onthuld. | 952.000 kijkers   |
| 11   | Terminal 2    | 29 maart 2008    | Er wordt via Nederland een raket naar het Midden-Oosten gesmokkeld. Het begint duidelijk te worden dat er een lek binnen het team is. | 972.000 kijkers   |
| 12   | Big Bang      | 5 april 2008     | De Bloedvlag maakt plannen voor grootschalige aanslagen, om de moslims de schuld te geven. De enige manier om dit te voorkomen is door Rogier tijdelijk vrij te laten. | 783.000 kijkers   |

## Seizoen 2
Het tweede seizoen werd door de VARA uitgezonden vanaf 6 maart 2010. Gastrollen waren er van onder andere Rick Nicolet.
| Afl. | Titel                | Uitzenddatum NL | Samenvatting | Kijkcijfers NL  |
| ---- | -------------------- | --------------- | --- | --------------- |
| 1    | Thuisfront           | 6 maart 2010    | Er vindt een aanslag plaats op een militaire basis, waarbij een goede vriend van Heleen omkomt. Hij kan haar nog net een geheim filmpje doorgeven. | 771.000 kijkers |
| 2    | Ultimatum            | 13 maart 2010   | Het team probeert de geheimzinnige aanslagplegers op te sporen. Donker wil meer informatie over het team inwinnen en chanteert Rogier om terug te komen uit Israël. | 660.000 kijkers |
| 3    | Vuurdoop             | 20 maart 2010   | Op hetzelfde tijdstip worden op meerdere plaatsen vrouwen met hoofddoeken in brand gestoken. Terwijl Mimoun onderzoek doet naar mogelijke represailles infiltreert Gerben bij de verdachte groepering.                                                                      | 568.000 kijkers |
| 4    | Eindtijd             | 27 maart 2010   | Als hij op de dag van de Gay Pride terugreist naar Amsterdam blijkt Edwin in een vliegtuig vol kapers te zitten. Het zijn fanatieke christenen die het “Sodom aan het IJ” willen vernietigen.                                                                               | 717.000 kijkers |
| 5    | Vluchtweg            | 3 april 2010    | Er vindt een moordaanslag op een gezin plaats in een asielzoekerscentrum. Een jongetje ontsnapt. Zijn vader wordt aangezien voor de dader, gijzelt de echte dader en blijkt getuige in de Afghanistan-affaire.                                                              | 752.000 kijkers |
| 6    | Oranjebitter         | 10 april 2010   | Een ontsnapte psychopaat heeft het tijdens een voetbalwedstrijd op prinses Máxima voorzien. Jorge Zorreguieta past op zijn kleinkinderen, maar een van de prinsesjes verdwijnt.                                                                                             | 712.000 kijkers |
| 7    | Sluipmoord           | 17 april 2010   | Iemand laat zenuwgas los in Nederland. Het plan om hiermee een woonwijk te treffen mislukt echter, dus mogelijk komt er nog een tweede aanslag. | 683.000 kijkers |
| 8    | Bijvangst            | 24 april 2010   | Maat en Zorgvlied worden ontvoerd door een privacybeweging. Een van hen is een AIVD-infiltrant, en zijn doel is Zorgvlieds geheimen boven te brengen. Zorgvlied blijkt psychische problemen te hebben.                                                                      | 508.000 kijkers |
| 9    | Bloedband            | 1 mei 2010      | Otto Lankhorst blijkt vanuit de gevangenis een aanslag te plannen voor een Auschwitzherdenking. Dahlia bedenkt een truc om hem klem te zetten. Mimoun probeert te achterhalen of de door hem geïnfiltreerde moslimgroep ook iets plant. Rogier breekt in op Donkers laptop. | 611.000 kijkers |
| 10   | Callgirl             | 8 mei 2010      | Via de gestolen info komt het team op het spoor van Sleeswijk, die nucleaire wapens naar Pakistan doorverkoopt. Sonja moet contact met hem leggen, maar dat loopt ernstig uit de hand.                                                                                      | 776.000 kijkers |
| 11   | Hinderlaag           | 15 mei 2010     | Donker ontdekt Rogiers dubbelrol en besluit Mathias Maat, Rogier Lankhorst en Tamara Zorgvlied om te brengen. Het team heeft dit in eerste instantie niet in de gaten. | 706.000 kijkers |
| 12   | War follows you home | 22 mei 2010     | Rogier, Dahlia en Ariel duiken onder in het hoofdkwartier. Zorgvlied confronteert Donker, zodat het team het bewijs kan opnemen. Maar de terroristen plannen een aanval met de gestolen micronuke. Ondertussen komt Donker steeds dichter bij het Deadline team.            | 693.000 kijkers |